# Hermetia chrysopila
Hermetia chrysopila är en tvåvingeart som beskrevs av Friedrich Hermann Loew 1872. Hermetia chrysopila ingår i släktet Hermetia och familjen vapenflugor. Inga underarter finns listade i Catalogue of Life.